# Чаговец, Дионисий Андреевич
Диони́сий Слободско́й (Денис Андреевич Чаговец; 1886 — 16 октября 1937) — иерей Русской православной церкви. Священномученик, местночтимый святой Украинской Православной Церкви.

## Биография
Родился в 1886 году в селении Дергачи близ Харькова в семье священника Андрея Львовича Шаховцова, будущего архиепископа Арсения.
На момент ареста 16 октября 1937 года о. Дионисий был священником села Андреевка (ныне — посёлок городского типа) близ Балаклеи на Харьковщине. Следственное дело упоминает о семье пастыря — жене Антонине(?-1978) и сыне Николае. Обвинив о. Дионисия в подрывной деятельности против советской власти, его 14 ноября приговорили к расстрелу. Приговор был приведён в исполнение 28 ноября в Харькове. 16 января 1989 года реабилитирован. Антонина Чаговец похоронена на КДЗ.
Сын Чаговец Николай Денисович стал учителем химии. Позже женился на Катерине Турченко (учительнице русского языка и литературы) у которой был сын от первого мужа Александр Турченко. В браке родились двое сыновей (1955) Вячеслав и Борис Чаговцы. Нынешние потомки Дионисия живут в г. Кривой Рог.

## Канонизация
22 июня 1993 года Определением Священного Синода Украинской Православной Церкви принято решение о местной канонизации подвижника в Харьковской епархии, в Соборе новомучеников и исповедников Слободского края (день памяти — 19 мая (1 июня)).
Чин прославления подвижника состоялся во время визита в Харьков 3-4 июля 1993 года Предстоятеля Украинской Православной Церкви Блаженнейшего Митрополита Киевского и всея Украины Владимира, в кафедральном Благовещенском соборе города.